# أبو صدام
أبو صدام هو فيلم درامي مصري صدر في 2021، قصة وإخراج نادين خان، وتأليف محمود عزت، ومن بطولة محمد ممدوح، وأحمد داش، وسيد رجب.

## ملخص القصة
سائق تريلا ذو خبرة في عمله، يكلف بمهمة نقل إحدى الشحنات على طريق الساحل الشمالي بعد انقطاع عن العمل دام لسنوات، وبينما يحاول إنجاز مهمته على أكمل وجه، يتعرض لموقف يجعل الأمور تخرج عن سيطرته.

## طاقم التمثيل
- محمد ممدوح
- أحمد داش
- سيد رجب
- علي الطيب
- هديل حسن
- علي قاسم
- يوسف قمر
- أمير أدهم
- أحمد فراج
- خالد رزق
- ميدو مجدي

## العرض
تم عرض الفيلم لأول مرة في مهرجان القاهرة السينمائي الدولي  فاز بها محمد ممدوح بجائزة أفضل ممثل عن دوره في الفيلم. ومن المقرر عرض الفيلم في صالات السينما في 22 ديسمبر 2021.

## وصلات خارجية
- أبو صدام على موقع IMDb (الإنجليزية)
- أبو صدام على موقع الدهليز
- أبو صدام على موقع قاعدة بيانات الأفلام العربية
- أبو صدام على موقع قاعدة بيانات الفيلم (الإنجليزية)
- أبو صدام على موقع ليتربوكسد (الإنجليزية)
- أبو صدام على موقع كينوبويسك (الروسية)